# Debbie Gibson
Deborah Ann Gibson (Brooklyn, Nueva York, 31 de agosto de 1970), más conocida como Debbie Gibson, es una cantante, compositora, actriz, pianista y productora discográfica estadounidense.
En 1987, lanzó su álbum debut, Out of the Blue; el cual fue certificado con tres discos de platino por la Recording Industry Association of America (RIAA), en representación a tres millones de unidades vendidas en Estados Unidos. De los cinco sencillos publicados para su promoción,  «Foolish Beat» convirtió a Gibson en la artista más joven en escribir, producir e interpretar una canción número uno del Billboard Hot  100; tal como se estableció en el Libro Guinness de los Récords Mundiales de 1988.
En 1989, su segundo álbum de estudio, Electric Youth encabezó el Billboard 200 durante cinco semanas consecutivas y logró su segundo y último sencillo número uno en el Hot 100 con la canción «Lost in Your Eyes».
Por ello, fue reconocida por la American Society of Composers, Authors and Publishers (ASCAP) como compositora del año. La canción que da título al álbum obtuvo una nominación a los MTV Video Music Awards en la categoría de mejor dirección artística.
En la actualidad, Debbie participa en papeles en Broadway, en televisión, se mantiene componiendo y cantando en vivo activamente. Ella fue una de las grandes estrellas pop juveniles de la década de los años 80. Ha sido de las pocas divas de esa década que se ha mantenido activa en la música, cine y televisión.

## Biografía

### 1971-1985: Inicios
Gibson nació en Brooklyn, Nueva York, EE. UU.. A la edad de cinco años ya actuaba en el teatro de la comunidad con sus hermanos, a los ocho empezó a tocar el ukulele y a tomar lecciones de piano

### 1986: 1989: Éxito mundial conOut of the BlueyElectric Youth
Gibson pasó años llamando a las puertas de directores, agentes y productores con demos, hasta que a la edad de 16 años atrajo la atención de Atlantic Records, con quienes firmó su primer contrato y comenzó su carrera.
Antes de lanzar un álbum estuvo tocando en clubes nocturnos de los Estados Unidos y posteriormente grabó su álbum debut en apenas 4 semanas.

Cuatro sencillos del álbum Out of the Blue alcanzaron el top 5 de las listas de Billboard: "Only in My Dreams," "Shake Your Love," "Out of the Blue" y "Foolish Beat," Igualmente el álbum tuvo éxito en el Reino Unido y Japón. 

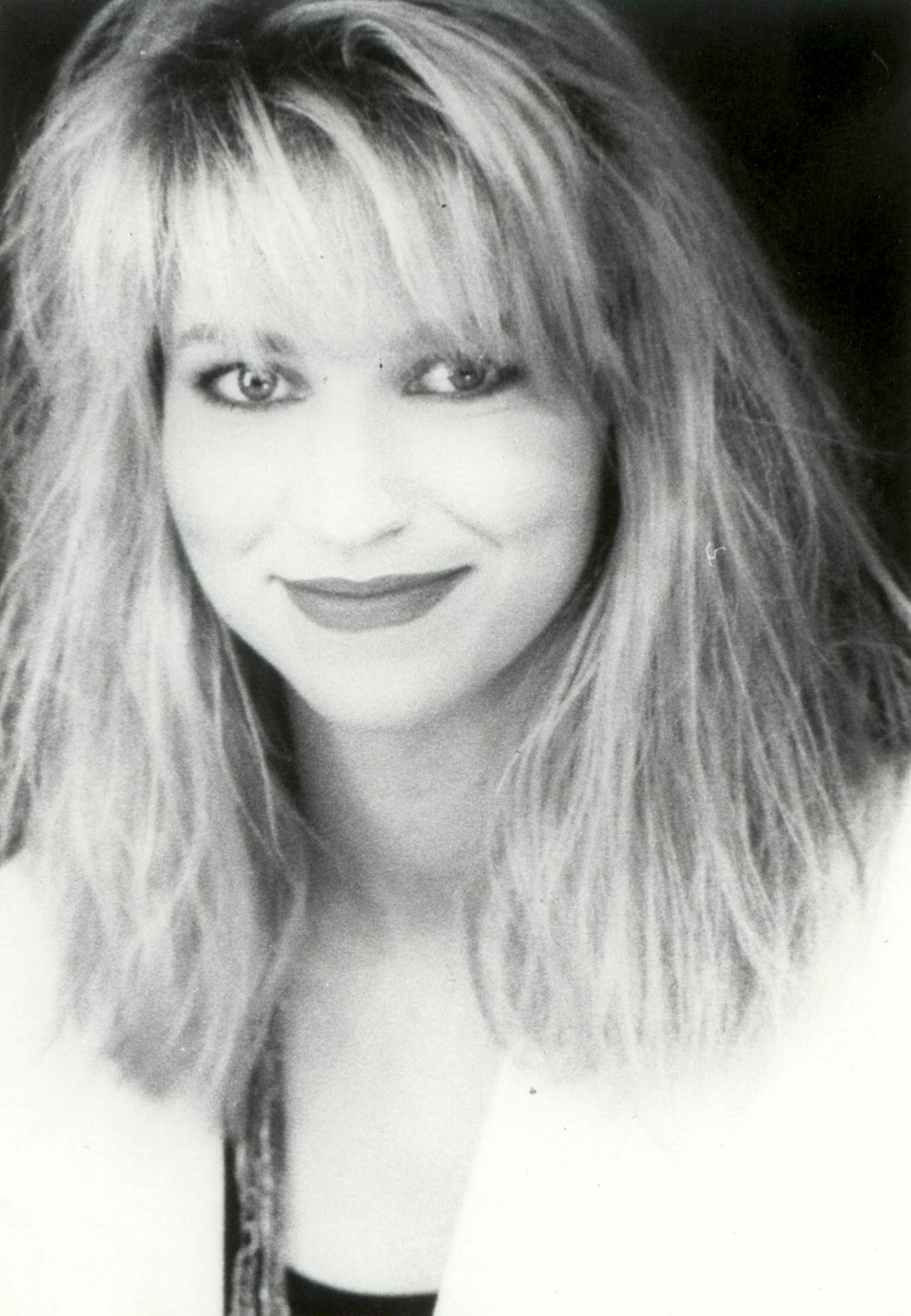
Debbie Gibson en los 90.

Entre 1988 y 1989 estuvo en el estudio grabando su siguiente disco, el cual salió al mercado en marzo de 1989 bajo el nombre de Electric Youth. El álbum estuvo 5 semanas en el número 1 y el sencillo "Lost in Your Eyes" estuvo 3 semanas en dicha posición. Posteriormente grabó otros dos álbumes para Atlantic Records: Anything Is Possible de 1990 y Body, Mind, Soul en 1992.

### Años 1990:Anything Is Possible,Body, Mind & Souly papeles en Brodway
En 1995, firmó con SBK Records para grabar el álbum Think With Your Heart. Este álbum, en el género del Adulto Contemporáneo con fuerte influencia de piano y teclados, vendió 25.000 copias en Estados Unidos y 100.000 a nivel mundial.

## Broadway
Luego de una pausa en la música, Debbie Gibson empezó a trabajar en Broadway, primero en el espectáculo Los miserables, luego fue a Londres en donde interpretó a Sandra Dee en Grease De vuelta a Estados Unidos interpretó a Rizzo. Participó en el montaje de La Bella y La Bestia. En octubre de 2002 participó en el musical Chicago en Boston y en 2003 interpretó a Sally Bowles en Cabaret.

## Espíritu, Golden Egg y Televisión
Gibson creó su propio sello llamado Espíritu con el cual lanzó su sexto álbum, Deborah, con el que tuvo éxito en las listas de música de discoteca con la canción "Only Words". El otro sencillo fue la balada "Naturally." El álbum fue bien recibido aunque solo vendió 20.000 copias. En 2001, en su nuevo sello llamado Golden Egg, grabó un séptimo álbum titulado M.Y.O.B.
En 2003 fue jurado del programa American Juniors. En la edición de marzo de 2005 de Playboy apareció completamente desnuda y muy sexy, quitándose la fama de niña buena que cargaba con su imagen light y tranquila, coincidiendo con el lanzamiento del sencillo "Naked". En enero de 2006 participó en Skating with Celebrities, y fue eliminada en el tercer episodio.
El año 2012, fue participante de Celebrity Apprentice, en la temporada 12 del programa de Donald Trump. Reunió 50.000 dólares para Children International. Fue despedida en la semana 7.
El 6 de septiembre de 2017, Debbie anunció su participación en el Show televisivo de baile Dancing With The Stars, junto al bailarín profesional, Alan Bersten.

## Discografía
| Out of the Blue 1987 | Electric Youth 1989 | Anything is Possible 1990 |
| --- | --- | --- |
| Out Of The Blue Only In My Dreams Staying Together Between The Lines Foolish Beat Red Hot Wake Up To Love Shake Your Love Fallen Angel Play The Field | Who Loves Ya Baby? Lost In Your Eyes Love In Disguise Helplessly In Love Silence Speaks (A Thousand Words) Should've Been The One Electric Youth No More Rhyme Over The Wall We Could Be Together Shades Of The Past We Could Be Together (Campfire Mix) No More Rhyme (Acoustic Mix) | Another Brick Falls Anything Is Possible Reverse Psychology One Step Ahead Stand Your Ground Deep Down It Must've Been My Boy. Lead Them Home My Dreams One Hand, One Heart Sure Negative Energy Mood Swings Try In His Mind Where Have You Been? This So-Called Miracle |

| Body Mind Soul 1993 | Think with your heart 1995 | Deborah 1997 |
| --- | --- | --- |
| Love or Money Do You Have It In Your Heart?. Free Me Shock Your Mama Losin' Myself How Can This Be? When I Say No Kisses 4 One Little Birdie Tear Down These Walls Goodbye | For Better or Worse Didn't Have The Heart Will You Love Me Tomorrow? Dancin' In My Mind Dontcha Want Me Now? Can't Do It Alone Think With Your Heart Too Fancy You Don't Have To See Two Young Kids Interlude/Tony's Rehearsal Let's Run Away | Prelude Ode To A Would Be Lover Moonchild Only Words Naturally Nobody's You Cry Tonight Where I Wanna Be Butterflies Are Free Give Me Your Love Just Wasn't Love I Can't I Will Let You Go Only Words (Dance Edit)* Only In My Dreams (Dance Edit)* People** Don't Rain On My Parade** |

| M.Y.O.B 2001 | Colored Lights 2003 | Ms Vocalist 2010 |
| --- | --- | --- |
| M.Y.O.B. Your Secret What You Want Down That Road The One Wishing You Were Here What Part Of No In Blue Jaded Knock Three Times M.Y.O.B. (Dance Mix) | Let Me Entertain You Blame It On The Summer Night Raise the Roof! Colored Lights Who Are You Now? I'd Rather Leave While I'm In Love I'm the Greatest Star On My Own They All Laughed I Enjoy Being a Girl Sex Maybe This Time Anytime (I Am There) | Tsunami Say Yes I Love You Roman Hikou Suddenly ~Love Story wa Totsuzen ni True Love Hitomi wo Tojite Sakurazaka However Robinson |

## Posiciones en Listas
Sencillos
- "Only In My Dreams" (1986) EE. UU. #4 (Dance #12, Maxi #4, AC #31), Reino Unido #11, Canadá #6.
- "Shake Your Love" (1987) EE. UU. #4 (Dance #6, Maxi #1), Reino Unido #7, Canadá #10, Australia #27, Suiza #19, Holanda #24
- "Out of the Blue" (1988) EE. UU. #3 (Dance #44, Maxi #1, AC #16), Reino Unido #19, Canadá #21, Australia #71.
- "Foolish Beat" (1988) EE. UU. #1 (AC #8, Maxi #31), Reino Unido #9, Canadá #1, Australia #49, Suiza #10, Holanda #8
- "Staying Together" (1988) EE. UU. #22, Reino Unido #53, Canadá #29.
- "Lost In Your Eyes" (1989) EE. UU. #1 (AC #3), Reino Unido #34, Canadá #5, Australia #8.
- "Electric Youth" (1989) EE. UU. #11 (Dance #3, Maxi #2), Reino Unido #14, Canadá #15, Australia #17, Alemania #14.
- "No More Rhyme" (1989) EE. UU. #17 (AC #13), Australia #59.
- "We Could Be Together"[45] (1989) EE. UU. #71, Reino Unido #22, Australia #53.
- "Without You" (1990) Japón #26
- "Anything Is Possible" (1990) EE. UU. #26 (AC #48), Reino Unido #51, Canadá #17, Australia #63.
- "One Step Ahead" (1991) EE. UU. Dance #18, EE. UU. Maxi #21.
- "In His Mind" (1991) Japón #90.
- "Losin' Myself" (1993) EE. UU. #86 (AC #49, Maxi #46).
- "Shock Your Mama" (1993) Reino Unido #74.
- "You're The One That I Want"[46] (1993, dúo con Craig McLachlan) Reino Unido #13.
- "Only Words" (1997) EE. UU. Dance #37.[47]
- "Say Goodbye" (2006, dúo con Jordan Knight) USA AC #24.[48][49][50][51][52][53]
- "I Love You" (2010) Japón #1.
- "I Am Peaceman" (2017) US Billboard Dance Chart #26.
- "Girls Night Out (Tracy Young #VegasVibe Remix)" (2020) US Billboard Dance Chart #4.

- Álbumes:

- "OUT OF THE BLUE" (1987) EE. UU. #7, Reino Unido #26, Canadá #16, Australia #66, Japón #75, Holanda #29[54][55][56]
- "ELECTRIC YOUTH" (1989) EE. UU. #1, Reino Unido #8, Canadá #4, Australia #10, Japón #15, Suiza #21[55][57][58]
- "ANYTHING IS POSSIBBLE" (1990) EE. UU. #41, Reino Unido #69, Canadá #58, Australia #86, Japón #5[59][60][61][62][63][64][65][66][67][66]

- "BODY MIND SOUL" (1993) EE. UU. #109, Japón #13[65][66][68][69][70][71]

- "THINK WITH YOUR HEART" (1995) Japón #46[70][72][73][72][74][75][76][77][76][78][79][80]
- "GREATEST HITS" (1995) Japón #63[81][82][83][84][85][86][87][88][89][90][91][92][93][94]

## Datos adicionales
- Es la protagonista de una canción de los Pixies llamada "Make Believe," escrita y cantada por el baterista David Lovering[95][96][97]

- Disfruta pintar, llegando a vender algunas obras por eBay[98][99]
- Adquirió un piano de Liberace en una subasta ganando a Elton John[100][101][102]

- Es abstemia total[103][104][105][106][107][108]

- Apareció en el video de Michael Jackson Liberian Girl[109][110][111][112][113][114][115][116]
- Fue estrella en American Idol[37]
- En 2011 salió en el videoclip de Katy Perry "Last Friday Night (T.G.I.F)" haciendo de Tiffany Terry, la madre de Kathy Beth Terry (Rol de Katy Perry) junto a otras celebridades como Corey Feldman.
- Colaboró con Big Black Delta en el sencillo "RCVR", en el 2016
- Colaboró con Sir Ivan en el sencillo "I Am Peaceman", en el 2017

## Filmografía
- Ghostbusters (1984) (no acreditada)[117]
- My Girlfriend's Boyfriend (1999)
- Wedding Band (2001)
- Soulkeeper (2001)
- Celeste in the City (2004)
- Coffee Date (2006)
- Body/Antibody (2007)
- Mega Shark vs. Giant Octopus (2009)
- Mega Phyton vs. Gatoroid (2011)
- Rock Of Ages (2012)
- Mega Shark vs. Mecha Shark (2014)
- Acting Dead  (2014)
- The Music In Me  (2015)
- Summer Of Dreams  (2016)
- Wedding Of Dreams  (2018)

## Televisión
- Beverly Hills, 90210 (1991)
- Street Justice (1991)
- That '80s Show (2002)
- Skating with Celebrities (2006)
- Rita Rocks (2009)
- Sing Your Face Off (2014)
- Dancing With The Stars (2018)
- American's Most Musical Family (2019)
- Lucifer (2021)

### Actividad
El 14 de noviembre de 2006, Gibson lanzó la canción "Famous" en su página web oficial.La canción fue escrita por Gibson Lugli Tiziano, y la grabación fue producida por T Lugli. En mayo de 2007 el estreno mundial de Electric Youth: The Musical se presentó en el Teatro Starlight de Orlando, FL.El musical con la 14 canciones de Gibson y dirigida por Dean Parker. El 24 de agosto de 2007, Gibson y Frankie Avalon acogió la vida presenta de Dick Clark estadounidense Time 50mo Aniversario Colección Bandstar.
En septiembre de 2007, Gibson comenzó a considerar la idea de crear un campamento en la costa oeste. Ella es la fundadora y creadora de Campo Eléctrico de la Juventud, de los niños del campamento de verano unos días que fue desde el 7 al 18 de julio de 2008. Se dice ser el primer campamento de este tipo en el área local de Los Ángeles. El campamento contó con la presencia de los informes, "más de 120 cantantes, actores y bailarines de todo el mundo. En este momento hay planes para un campamento de invierno de 5 días"a contar desde 26 a 30 de diciembre de 2008.
Gibson fue también jueza de la competencia de talento en línea Total Pop Star, junto con Andrew Van Slee (productor y juez), y Joe Lawrence (de flor).La primera temporada se desarrolló entre el 12 de noviembre de 2007, al 30 de mayo de 2008, aunque posteriormente se amplió a junio.
En enero de 2008, Gibson anunció que iba a revivir y llevar a cabo sus 80 hits, junto con su Broadway papel canciones durante un plazo de tres semanas en mayo de 2008 en Harrah's en Atlantic City. Más tarde ese mes, el 6 de enero, Gibson apareció en Deal or No Deal, junto con Corey Feldman como parte de una 80 especial.
Más tarde apareció en la portada de abril de 2008 de Lavender Magazine (una revista LGBT en Minnesota) y fue entrevistada a cerca de su carrera y sus próximos proyectos. Luego el 24, Gibson organizó y actuó en Spotlightlive 80's Experience Karaoke en New York, cantando canciones como Only in My Dreams, Out of the Blue, "Love Shack" (un éxito inicial de The B-52's) y "9 a 5" (hecho famoso por Dolly Parton).

Actuó con Samantha Fox, Tiffany y Rick Astley en el Colisee Pepsi, Quebec City, Canadá el 10 de abril de 2009 y junto a Samantha Fox, Martika y Rick Astley en Santiago de Chile, el 2014. 

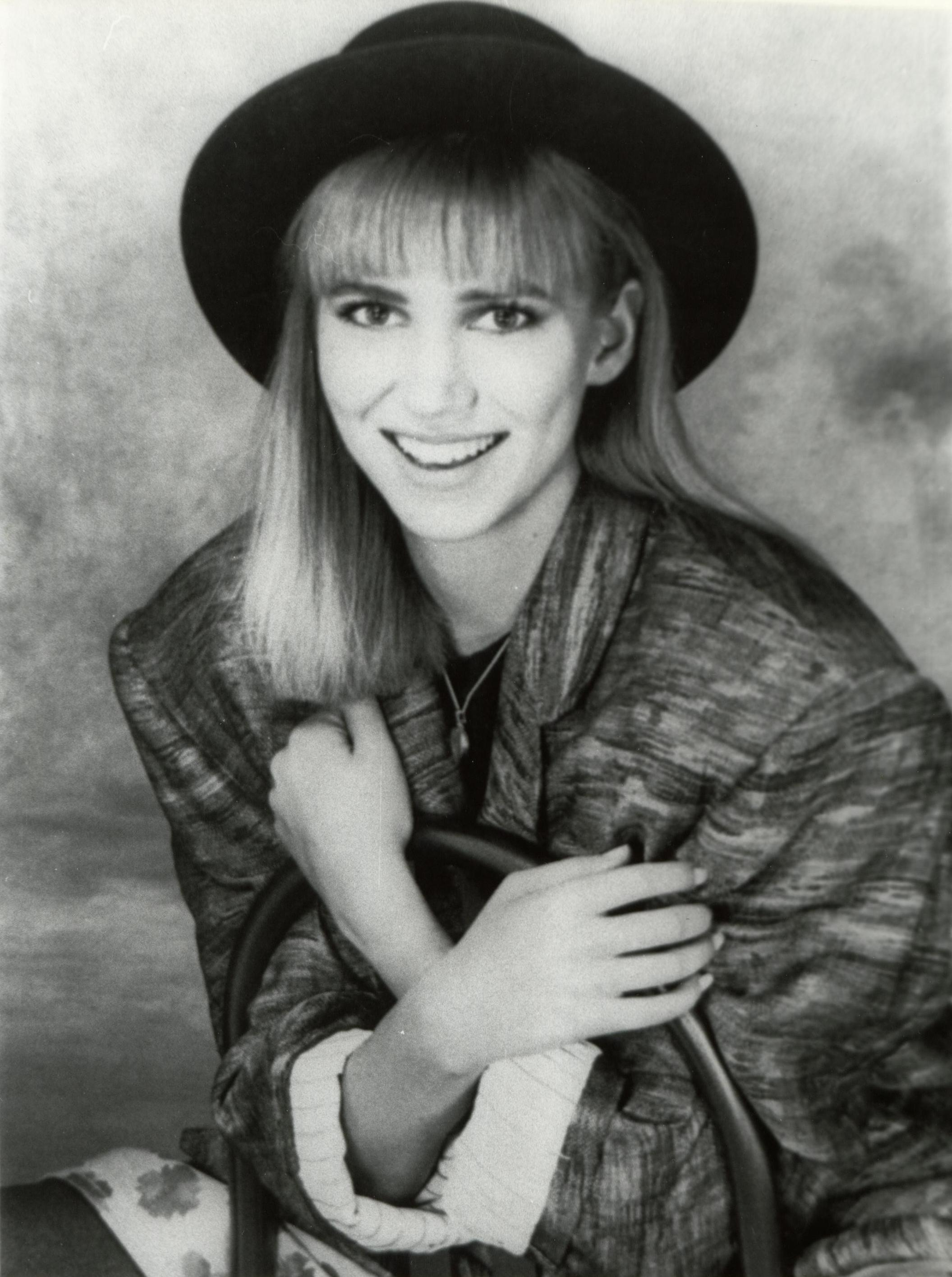
Portada de Gibson para la canción Lost In Your Eyes (1988).

Gibson coprotagonizó con el actor Lorenzo Lamas, una película de aventuras de bajo presupuesto Mega Shark vs. Giant Octopus producido por The Asylum y lanzada el 19 de mayo de 2009. El tráiler de la película se ha convertido en un éxito viral, con resultados de más de un millón de visitas MTV.com en YouTube. La película se estrenó en 2009: Festival Cannes. Irónicamente, el ex rival de Gibson de la música Tiffany tenía su película Necrosis (también conocida como Sangre de nieve) y también se estrenó en Cannes.
Gibson ha confirmado en las entrevistas que ella está trabajando actualmente en su nuevo álbum. Vista previas de sencillos posibles eran jugados en su canal de YouTube de 2009 a través de un vídeo subido por ella misma.
Gibson anunció a través de su cuenta de Facebook el próximo lanzamiento (3 de noviembre del 2017) de un Set Box con una completa compilación de su música a través de la casa discográfica EDSEL, que incluiría Cougar, Pop Circus y Dance Dance (el nuevo sencillo que lanzará el 2017). Los álbumes incluidos son Out Of The Blue, Electric Youth, Anything Is Possible, Body Mind Soul, Think With Your Heart, Deborah/Moonchild, M.Y.O.B. y Ms. Vocalist, más una compilación de sus lados B y sencillos promocionales que no están incluidos en los álbumes. Además de 3 DVD, que incluyen sus giras y videografía completa.
En el 2016 protagonizó "Summer Of Dreams" para Hallmark Channel.
El 18 de  agosto de 2017 celebró sus 30 años de carrera musical desde que se lanzó Out Of The Blue, su primer álbum del año 1987.
Participó en la 25.ª temporada de Dancing With The Stars, siendo eliminada en la tercera semana.
En el 2018 protagonizó "Wedding of Dreams" para Hallmark Channel.
Entre mayo y julio de 2019, en gira con New Kids On The Block, Tiffany, Naughty By Nature, Salt´n Pepa en el Mixtape Tour.
En el año 2020, el sencillo "Girls Night Out (Tracy Young #VegasVibe Remix) llega a la lista de Billboard Hot Dance, al número 4.

#### Vida personal
Gibson ha sido vinculada románticamente con el actor Lorenzo Lamas [cita requerida], el exactor de Beverlly Hills 90210 Joey Gian, y el actor y cantante Chris Bruno.
Con los años, Gibson ha sido objeto de acosadores. Robert Bardo, quien fue condenado por el asesinato de la actriz Rebecca Schaeffer en 1989, tenía una pared de su casa adornada con fotos de Gibson y Tiffany. En mayo de 1998, Michael Falkner, un seguidor descontento de Eau Claire, Wisconsin, fue arrestado en las afueras del Palacio de Manhattan Theater, donde Gibson estaba realizando en la adaptación musical en vivo de la Bella y La Bestia de Disney. Esto fue después de que Gibson recibió cartas de amenaza, correos electrónicos y faxes de Falkner. 
Gibson batalla con la enfermedad de Lyme desde 2013.

### Activo de las organizaciones benéficas
- Fundación de SIDA Pediátrico
- The Make-A-Wish Foundation
- Mary Niños y Familias de La Fundación San
- Red Cross Drive Ropa

## Posiciones en las listas
| Año  | Sencillo                                               | Álbum                                       | Posicionamiento | Posicionamiento           | Posicionamiento | Posicionamiento | Posicionamiento | Posicionamiento | Posicionamiento | Posicionamiento | Posicionamiento |
| Año  | Sencillo                                               | Álbum                                       | U.S.            | Hot Dance Music/Club Play | U.S. AC         | UK              | CAN             | AUS             | JPN             | SWI             | NET             |
| ---- | ------------------------------------------------------ | ------------------------------------------- | --------------- | ------------------------- | --------------- | --------------- | --------------- | --------------- | --------------- | --------------- | --------------- |
| 1987 | "Only in My Dreams"                                    | Out of the Blue                             | 4               | 12                        | 31              | 11              | 6               | —               | —               | —               | 46              |
| 1987 | "Shake Your Love"                                      | Out of the Blue                             | 4               | 6                         | —               | 7               | 10              | 27              | —               | 19              | 24              |
| 1988 | "Out of the Blue"                                      | Out of the Blue                             | 3               | 44                        | 16              | 19              | 21              | 71              | —               | —               | 88              |
| 1988 | "Foolish Beat"                                         | Out of the Blue                             | 1               | —                         | 8               | 9               | 1               | 49              | —               | 10              | 8               |
| 1988 | "Staying Together"                                     | Out of the Blue                             | 22              | —                         | —               | 53              | 29              | —               | —               | —               | —               |
| 1989 | "Lost in Your Eyes"                                    | Electric Youth                              | 1               | —                         | 3               | 34              | 5               | 8               | —               | —               | 45              |
| 1989 | "Electric Youth"                                       | Electric Youth                              | 11              | 3                         | —               | 14              | 15              | 17              | —               | —               | 35              |
| 1989 | "No More Rhyme"                                        | Electric Youth                              | 17              | —                         | 13              | —               | —               | 59              | —               | —               | —               |
| 1989 | "We Could Be Together"                                 | Electric Youth                              | 71              | —                         | —               | 22              | —               | 53              | —               | —               | —               |
| 1990 | "Without You"                                          | Single only (Japan)                         | —               | —                         | —               | —               | —               | —               | 26              | —               | —               |
| 1990 | "Anything Is Possible"                                 | Anything Is Possible                        | 26              | —                         | 48              | 51              | 17              | 63              | —               | —               | —               |
| 1991 | "One Step Ahead"                                       | Anything Is Possible                        | —               | 18                        | —               | —               | —               | —               | —               | —               | —               |
| 1991 | "In His Mind"                                          | Anything Is Possible                        | —               | —                         | —               | —               | —               | —               | 90              | —               | —               |
| 1991 | "Losin' Myself"                                        | Body, Mind, Soul                            | 86              | 49                        | —               | —               | 73              | —               | —               | —               | —               |
| 1993 | "Shock Your Mama"                                      | Body, Mind, Soul                            | —               | —                         | —               | 74              | —               | —               | —               | —               | —               |
| 1993 | "You're the One That I Want" Duet with Craig McLachlan | Grease - The Original London Cast Recording | —               | —                         | —               | 13              | —               | —               | —               | —               | —               |
| 2006 | "Say Goodbye" Duet with Jordan Knight                  | Jordan Knight - Love Songs                  | —               | —                         | 24              | —               | —               | —               | —               | —               | —               |
| 2010 | "I Love You"                                           | Ms Vocalist                                 | —               | —                         | —               | —               | —               | —               | 1               | —               | —               |
| 2017 | "I Am Peaceman" Duet with Sir Ivan                     | Sir Ivan - I Am Peaceman                    | —               | 26                        | —               | —               | —               | —               | —               | —               | —               |
| 2020 | "Girls Night Out (Tracy Young #VegasVibe Remix)"       | Girls Night Out (Tracy Young Remixes)       | —               | 4                         | 6               | —               | —               | —               | —               | —               | —               |

## Compilaciones
| Título                                                                                                   | Posiciones en las listas | Posiciones en las listas | Posiciones en las listas | Posiciones en las listas | Posiciones en las listas | Posiciones en las listas | Posiciones en las listas | Posiciones en las listas | Certificaciones |
| Título                                                                                                   | U.S.                     | UK                       | CAN                      | AUS                      | GER                      | FRA                      | JPN                      | SWI                      | Certificaciones |
| --- | ------------------------ | ------------------------ | ------------------------ | ------------------------ | ------------------------ | ------------------------ | ------------------------ | ------------------------ | --------------- |
| Greatest Hits - Primer álbum recopilatorio - Lanzamiento: septiembre de 1995 - Formato: Casete, CD       | -                        | -                        | -                        | -                        | -                        | -                        | 63                       | -                        |                 |
| Lost in Your Eyes and Other Hits - Segundo álbum recopilatorio - Lanzamiento: October 1999 - Formato: CD | -                        | -                        | -                        | -                        | -                        | -                        | -                        | -                        |                 |
| Memory Lane, Volume 1 - Tercer álbum recopilatorio - Lanzamiento: enero de 2005 - Formato: CD            | -                        | -                        | -                        | -                        | -                        | -                        | -                        | -                        |                 |
| Memory Lane, Volume 2 - Cuarto álbum recopilatorio - Lanzamiento: octubre de 2005 - Formato: CD          | -                        | -                        | -                        | -                        | -                        | -                        | -                        | -                        |                 |
| Rhino Hi-Five: Debbie Gibson - Quinto álbum recopilatorio - Lanzamiento: 2006 - Formato: Digital         | -                        | -                        | -                        | -                        | -                        | -                        | -                        | -                        |                 |
| We Could Be Together Set box - Sexto álbum recopilatorio - Lanzamiento: 2017 - Formato: CD - DVD         | -                        | -                        | -                        | -                        | -                        | -                        | -                        | -                        |                 |

### Videos
| Año  | Video                                             | Director                             | Notas                     |
| ---- | ------------------------------------------------- | ------------------------------------ | ------------------------- |
| 1987 | "Only In My Dreams"                               | Simeon Soffer                        | Versión única             |
| 1987 | "Shake Your Love"                                 | Jay Brown                            | Versión única             |
| 1988 | "Out Of The Blue"                                 | Nick Willing                         | Versión de álbum          |
| 1988 | "Foolish Beat"                                    | Nick Willing                         | Versión de álbum          |
| 1988 | "Staying Together"                                | Jim Yukich                           | Versión extendida         |
| 1989 | "Lost In Your Eyes"                               | Jim Yukich                           | Versión extendida         |
| 1989 | "Electric Youth"                                  | Debbie Gibson & Jim Yukich           | Versión extendida         |
| 1989 | "No More Rhyme"                                   | Jim Yukich                           | Versión extendida         |
| 1989 | "We Could Be Together"                            | Jim Yukich                           | Versión extendida         |
| 1990 | "Anything Is Possible"                            | Jay Brown                            | Versión de álbum          |
| 1991 | "This So-Called Miracle"                          | Jim Yukich                           | Versión única             |
| 1991 | "One Hand, One Heart"                             | Campbell Connelly & Co. Ltd          | Versión única             |
| 1992 | "Someday" (w/ Chris Cuevas)                       | Jim Yukich                           | Versión única             |
| 1993 | "Losin' Myself"                                   | Matthew Rolston                      | Versión única             |
| 1993 | "Shock Your Mama"                                 | Lydie Callier                        | Versión de álbum          |
| 1993 | "You're the One That I Want" (w/ Craig McLaghlan) | Nick Morris                          | Versión única             |
| 1995 | "For Better or Worse"                             | Jim Yukich                           | Versión de álbum          |
| 1995 | "Didn't Have the Heart"                           | Tony Mitchell                        | Versión única             |
| 1997 | "Only Words"                                      | J.D.Matonti & Deborah Gibson         | Versión única             |
| 1997 | "Only Words" (Remix video)                        | J.D.Matonti & Deborah Gibson         | Mezcla de baile utilizada |
| 2000 | "What You Want"                                   | Jim Yukich                           | Versión de álbum          |
| 2009 | "Already Gone"                                    | John Knowles                         | Versión única             |
| 2010 | "I Love You"                                      | Ehashin                              | Versión única             |
| 2012 | "Electric Youth Reloaded"                         | Troy Smith                           | Versión única             |
| 2017 | "I Am Peaceman"                                   | Eric White                           | Versión única             |
| 2018 | "Your Forever Girl (Fan Video Version)"           | DCity Studios                        | Single Version            |
| 2018 | "Your Forever Girl"                               | DCity Studios                        | Versión extendida         |
| 2018 | "80´s Baby Lyric Video"                           |                                      | Single Version            |
| 2019 | "Boys In The Band"                                | John Asher                           | Single Version            |
| 2019 | "80´s Baby"                                       | Kerry Henderson/ Stage Left Creative | Single Version            |
| 2019 | "Girls Night Out" Lyric Video                     | 351 Estudio                          | Versión única             |
| 2020 | "Girls Night Out (Tracy Young #VegasVibe Remix)"  | John Asher                           | Versión única             |

## Premios
• ASCAP Songwriter of the Year (tied with Bruce Springsteen) – 1989. 
• Kids' Choice Award (1989)
Favorite Female Singer/Group.
• Long Island Music Hall of Fame Induction – 2014. 
• Album Debut of the Year – “Out of the Blue” – New York Music Awards – 1989. 
• Debut Artist of the Year – New York Music Awards – 1989.
• Song of the Year – “Lost In Your Eyes” – New York Music Awards – 1990.
• Best Pop Female Vocalist – New York Music Awards – 1990.
• Rock Producer of the Year – American Songwriter Awards – 1990.
• Lifetime Achievement Award, Rockers on Broadway – 2015.
• 425th Golden Palm Star on the Palm Springs Walk of Stars – 2018.
• Named one of Billboard’s Top 60 Female Artists of All-Time – 2018.
• Recipient of the NGLCC / American Airlines ExtrAA Mile Award – 2019.
•Guinness Book of World Records for youngest female ever to write, produce, and perform a number one single (“Foolish Beat”).
Álbumes de estudio
- Out of the Blue (1987)
- Electric Youth (1989)
- Anything Is Possible (1990)
- Body, Mind, Soul (1993)
- Think With Your Heart (1995)
- Deborah / Moonchild (1997)
- M.Y.O.B. (2001)
- Colored Lights: The Broadway Album (2003)
- Ms. Vocalist (2010)

Álbumes recopilatorios
- Greatest Hits
- Lost In Your Eyes and Other Hits
- Rhino Hi-Five: Debbie Gibson
- We Could Be Together Set Box (2017)

Fundaciones póstumas
- Only In My Jeans
- Gibson Girl Fundation

Sencillos más exitosos
- Only In My Dreams - 1988
- Shake Your Love - 1988
- Out Of The Blue - 1988
- Foolish Beat – 1988
- Lost in Your Eyes - 1989
- Electric youth - 1989
- No More Rhyme - 1989
- We Could Be Together - 1989
- Anything Is Possible - 1991
- Losin' Myself - 1993
- You're The One That I Want - 1994
- Say Goodbye Jordan Knight ft. Debbie Gibson - 2006
- I Love You - 2010
- I am A Peaceman Sir Ivan ft Debbie Gibson - 2017
- Girls Night Out (Tracy Young #VegasVibe Remix) - 2020

## Legado
Su influencia, estilo y éxito en la música juvenil de a finales de los 80s, marcó una tendencia a seguir para todas las jóvenes cantantes de música pop después de Gibson, como Britney Spears, Christina Aguilera, Jessica Simpson, Mandy Moore, Hillary Duff o Miley Cyrus. 
El periódico New York Daily News dijo: "Debbie Ha dominado su oficio hasta el punto en que simplemente no interpreta una canción, la acepta y la entrega con su propio sello especial de aprobación". 
A primera vista, la carrera de Debbie Gibson parece un caso de éxito de la noche a la mañana al estilo de "Cenicienta". Sin embargo, nada podría estar más lejos de la verdad. Gibson posee persistencia, talento nativo y un amor por la música que comenzó en su infancia. El fenómeno de la música pop de 1987-88, Gibson escribe, anota y canta su propio material, melodías que el colaborador de Los Angeles Times Dennis Hunt describió como "en su mayoría dulces burbujeantes, muy parecidos a los que solía cantar Connie Francis". Gibson no es la primera adolescente en convertirse en una estrella del pop, pero es única en su grado de implicación con los aspectos comerciales y creativos de su producción. Como explicó Richard Harrington en el periódico Washington Post, incluso los profesionales experimentados se han sorprendido por el nivel de ingeniería y experiencia en composición de Gibson. El resultado, escribe Harrington, es que Gibson se ha convertido "no solo en cantante, el papel clásico que se ofrece a las mujeres en la música, o escritora, sino también en músico y productor, un paquete pop total". Sorprendentemente, este "paquete pop total" no se ha vuelto sofisticado más allá de sus años. 
El productor de Gibson, Doug Brietbart, la describió en Newsday como "una adolescente totalmente estadounidense por excelencia". Debbie Gibson nació y se crio en Long Island, en la comunidad de Merrick. Según sus padres, estaba fascinada por la música desde que podía caminar y hablar. Pidió una guitarra a los dos años, pero tuvo que conformarse con un ukelele porque le cabía en las manos. Pudo escoger melodías en el piano antes de ir al jardín de infantes y escribió su primera canción, "Asegúrate de conocer tu salón de clases", sobre su primera experiencia en la escuela. Ella tenía cinco años. Los padres de Gibson la inscribieron en lecciones de actuación, baile y piano, todo lo cual disfrutó. Las ambiciones de Gibson cristalizaron a la edad de siete años, cuando vio la producción de Broadway del musical Annie (Anita, la huerfanita). "Tenía siete u ocho años cuando llegó 'Annie'", dijo la madre de Gibson al Washington Post. "Eso fue todo; Fue entonces cuando decidió que esta iba a ser su vida. Iba a ser Annie de una forma u otra. Y tenía una determinación tremenda. Iba a entrevistas y audiciones que duraban 10 o 12 horas; a ella no le importaría ". Los padres de Gibson se preocuparon por su nivel de ambición, pero decidieron apoyarla en lugar de desanimarla. “Sabía que de una forma u otra, con o sin nosotros, terminaría en el negocio de la música y tendría éxito”, dijo su madre. “Era una cuestión de, ¿quieres verla tropezar y cometer errores, o quieres ofrecerle orientación y aliento y, con suerte, ver que todo salga bien?. En un artículo de columna la revista Billboard declaró: Debbie Gibson es una artista que tiene un talento extraordinario para poder hacerlo todo, y eso fue evidente a una edad temprana. 
El canal History Channel dijo lo siguiente: Debbie Gibson fue el modelo de todo lo que una adolescente talentosa podría lograr si se decidiera a justificar la inversión de sus padres en lecciones de música y canto. 
Ella inspiró una incursión pionera en el mercado de la cosmética juvenil con la creación del perfume Electric Youth (basado en una de sus canciones) y la colonia Spritz de Revlon. 
La revista People dijo lo siguiente en un artículo: Antes de Britney Spears o Lindsay Lohan la estrella pop juvenil favorita era Debbie. 
En el año 2001, MTV en un artículo expresó lo siguiente: Como una de las mejores artistas adolescentes de los 80, Debbie influyó en una generación con canciones alegres y amapolas como "Only in My Dreams", "Foolish Beat" y "Electric Youth", antes de abandonar la música y dedicarse a realizar musicales en Broadway.